# 常称寺 (尾道市)
常称寺（じょうしょうじ）は、広島県尾道市西久保町にある時宗の寺院。

## 概略
延慶2年（1309年）、開山は他阿真教。霊夢を感じて建立したという。2007年に本堂など4棟が重要文化財に指定された。

## 行事
- 祇園会（ぎおんえ） – 7月

## 文化財

### 重要文化財（国指定）
- 常称寺（建造物）4棟
  - 本堂（附・須弥壇及び厨子）
  - 観音堂
  - 鐘撞堂
  - 大門
  - 附・墓処門[2]
- 紙本白描遊行上人絵

### 広島県指定重要文化財
- 他阿真教上人像

## 交通アクセス
西日本旅客鉄道山陽本線尾道駅よりおのみちバスで約7分、西国寺下バス停留所で下車徒歩約2分。